# Pianeta extrasolare
     Velocità radiali
     Transito
     Pulsar timing
     Direct imaging
     Microlensing

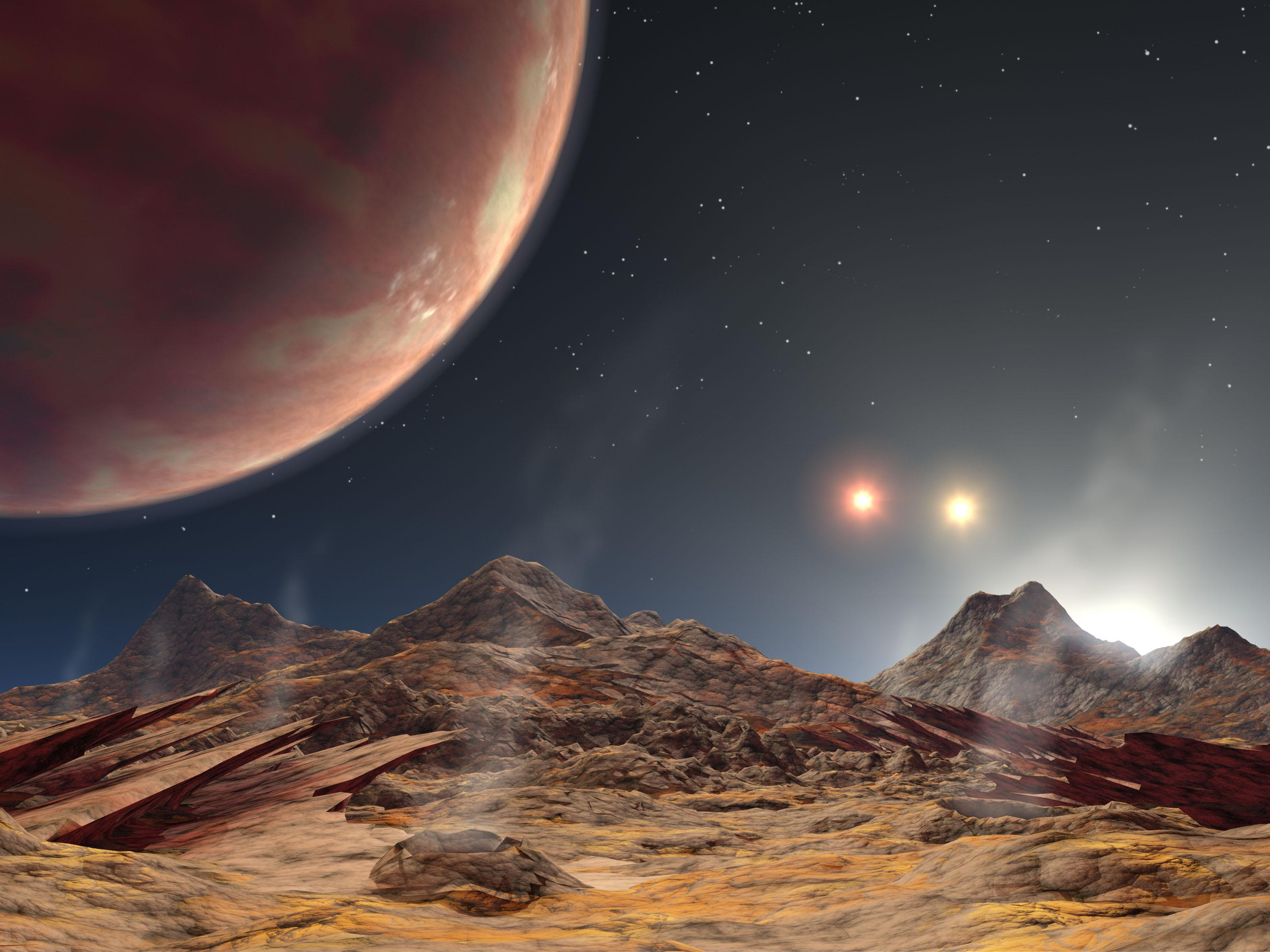
Rappresentazione artistica di un'esoluna di HD 188753 Ab, primo pianeta extrasolare scoperto all'interno di un sistema multiplo a tre stelle (stella tripla)

Numero di scoperte di pianeti extrasolari per anno. I colori indicano il metodo di individuazione:
Velocità radiali
Transito
Pulsar timing
Direct imaging
Microlensing

Un pianeta extrasolare o esopianeta è un pianeta non appartenente al sistema solare, orbitante cioè attorno a una stella diversa dal Sole.
Al 16 febbraio 2025 risultano conosciuti 7414 pianeti extrasolari in 5086 sistemi planetari diversi (di cui 1035 multipli); inoltre 2376 è il numero di pianeti candidati e altri 149 possibili pianeti sono in attesa di conferma o controversi.
Un elenco dei pianeti extrasolari conosciuti può essere trovato nella lista dei pianeti extrasolari confermati e in quella dei pianeti extrasolari non confermati o controversi. Il traguardo simbolico del 1000º pianeta conosciuto è stato raggiunto il 22 ottobre 2013, con l'annuncio di undici pianeti gioviani caldi da parte del progetto SuperWASP. Il 2000º pianeta confermato è Kepler-406 b: è stato scoperto nel 2014 e confermato il 25 novembre 2015 nell'ambito della missione Kepler con il metodo del transito.
La scoperta degli esopianeti è resa possibile da metodi di osservazione indiretta o da osservazioni al telescopio. A causa dei limiti delle tecniche di osservazione attuali, la maggior parte dei pianeti individuati sono giganti gassosi come Giove e, solo in misura minore, pianeti rocciosi massicci del tipo Super Terra. La frazione di pianeti più piccoli in costante crescita, soprattutto grazie alla missione Kepler, consente già di definire un abbozzo di classificazione esoplanetaria in base alle loro dimensioni.
Gli esopianeti conosciuti appartengono a sistemi planetari che orbitano attorno a una stella. Esistono tuttavia numerose osservazioni non confermate di oggetti di massa planetaria non legati a vincoli gravitazionali con alcuna stella (i cosiddetti pianeti interstellari): tali corpi celesti non sono definibili come "pianeti" secondo l'attuale definizione dell'Unione Astronomica Internazionale.
L'interesse scientifico sugli esopianeti è cresciuto sempre più a partire dal 1992, anno della prima scoperta confermata (PSR B1257+12).
Inizialmente il ritmo delle scoperte è stato molto lento, ma a partire dagli anni 2000 ha conosciuto una vera e propria impennata, passando dai 20 pianeti scoperti nel 2000, ai 189 del 2011, ai quasi 2000 del 2015.
La possibilità di presenza di sistemi planetari attorno a stelle simili al Sole è valutata in modo molto diverso: molti astronomi ritengono che questa sia la norma, mentre altri stimano che solo il 10% delle stelle di tipo solare posseggano un sistema planetario.
Spesso la ricerca di esopianeti coincide con la ricerca di mondi in grado di ospitare una forma di vita extraterrestre. Kepler-22 b - ruotante attorno a una nana gialla, Kepler-22, distante approssimativamente 600 anni luce dal sistema solare - è stato il primo esopianeta di tipo terrestre (classificato tra le Super Terre) scoperto orbitare nella zona abitabile del proprio sistema nel 2011; esso avrebbe infatti una temperatura superficiale media di circa 22 °C, il che consente la presenza di acqua allo stato liquido, presupposto per la presenza di vita. Un altro pianeta scoperto da Kepler nel 2015, Kepler-442 b, è stato ritenuto essere il pianeta più simile alla Terra mai individuato.
Sono in costruzione attualmente diversi telescopi e strumenti progettati appositamente per l'individuazione di pianeti extrasolari, tra cui l'Automated Planet Finder, CHEOPS e il telescopio spaziale TESS operativo da giugno 2018. Anche le missioni spaziali SIM (inizialmente prevista per il 2015 ma poi cancellata nel 2010) e Terrestrial Planet Finder (prevista dopo il 2015 e anch'essa cancellata nel 2010), avevano come scopo principale la ricerca di pianeti extrasolari.

## Storia delle scoperte
Pienamente confermata solo nel 1995, l'esistenza di pianeti extrasolari fu per lungo tempo ritenuta più che plausibile tanto che speculazioni scientifiche di questo tipo risalgono almeno all'inizio del XVIII secolo: la prima ipotesi dell'esistenza di questi corpi celesti fu formulata da Isaac Newton nel 1713.
Annunci di presunte scoperte si susseguirono per tutto il XIX secolo, ma le tecniche di osservazione dell'epoca non erano sufficientemente accurate e tecnologicamente sviluppate per confermarle con sicurezza. Un caso significativo, in tal senso, fu la controversia che riguardò la stella binaria 70 Ophiuchi. Nel 1855, il capitano W. S. Jacob, dall'osservatorio di Madras della Compagnia delle Indie, misurò anomalie tali, nell'orbita della stella, da fargli ritenere "altamente probabile" che queste fossero dovute alla presenza di un pianeta. Tra il 1896 e il 1899, Thomas J. J. See, astronomo dell'Università di Chicago, e l'Osservatorio Navale degli Stati Uniti sostennero che le anomalie erano dovute alla presenza di un compagno oscuro con un periodo orbitale di 36 anni connesso a una delle due stelle del sistema binario. A questa tesi si oppose Forest Ray Moulton che, nel 1899, pubblicò proprie analisi secondo le quali un sistema di tre corpi con i parametri orbitali descritti da See sarebbe risultato altamente instabile.
Il primo annuncio in grande stile della scoperta di un pianeta extrasolare risale al 1963: Peter van de Kamp sostenne di aver scoperto - tramite misurazioni astrometriche protratte per venti anni - un compagno invisibile orbitante attorno alla stella di Barnard e con una massa pari a 1,6 volte quella di Giove. Tuttavia, dieci anni più tardi, nel 1973, John Hershey dimostrò l'inesistenza del pianeta: l'anomalia misurata da van de Kamp era il prodotto di un errore sistematico nella meccanica del telescopio da lui utilizzato.

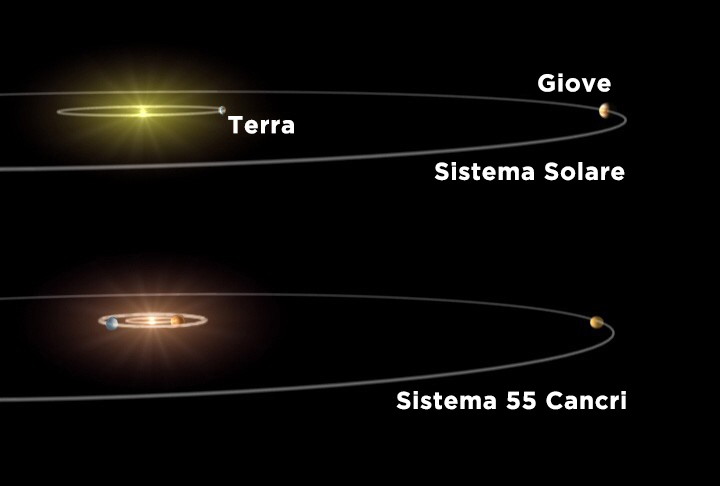
Il nostro sistema solare confrontato con quello di 55 Cancri

Nel 1984, si apre un nuovo orizzonte nella scienza dei pianeti extrasolari: viene scoperto un disco circumstellare attorno alla stella β Pictoris. A venti anni di distanza da quella scoperta sono note molte centinaia di dischi circumstellari che rappresentano le regioni in cui è in corso la formazione di nuovi pianeti oppure i residui di questo processo.
Pochi anni più tardi, nel 1989, viene annunciata da David Latham la scoperta di un
compagno substellare attorno alla stella HD 114762. Il presunto pianeta (HD 114762 b) ha una massa non inferiore a undici volte quella di Giove, condizioni molto vicine al limite di bruciamento del deuterio. Alla data del 2006 non è ancora chiara la sua natura: potrebbe essere un gigante gassoso supermassivo, ma anche - considerato un ipotetico limite superiore di 145 masse gioviane - una nana bruna o una nana rossa.
Nel 1992, gli astronomi Alexander Wolszczan e Dale Frail annunciano la scoperta di due pianeti molto esotici di massa non inferiore a 3,4 e 2,8 volte quella terrestre e orbitanti rispettivamente a 0,36 e 0,47 UA attorno alla pulsar PSR B1257+12 nella costellazione della Vergine. La scoperta dei due pianeti proviene dall'analisi dei dati - pubblicata tra il 1992 e il 1994 - di una campagna di osservazioni realizzata nel 1990 dall'osservatorio di Arecibo che aveva già condotto i due astronomi a identificare la pulsar sopracitata. Nel 1994 viene individuato anche un terzo pianeta, di massa pari a due volte la Luna e orbitante a 0,19 UA. Si tratta della prima scoperta di un sistema planetario extrasolare.
L'anno successivo, nel 1993, Gordon Walker sostiene l'ipotesi che le oscillazioni della velocità radiale della stella Alrai (γ Cephei) potrebbero derivare dalla presenza di un pianeta di massa pari a due volte quella di Giove come effettivamente confermato da osservazioni più accurate condotte nel 2002.

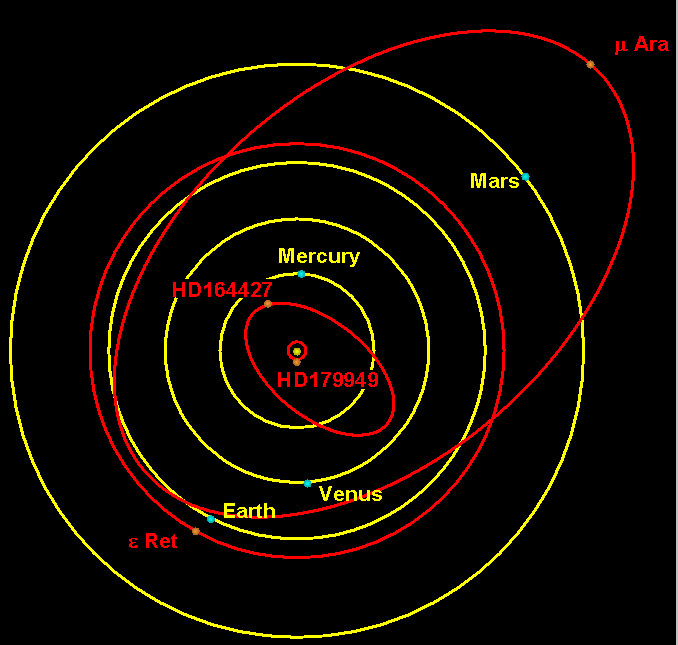
La parte interna del nostro sistema solare sovrapposta all'orbita dei pianeti HD 179949 b, HD 164427 b, Epsilon Reticuli Ab, e Mu Arae b

Il 5 ottobre 1995, Michel Mayor e Didier Queloz, dell'Osservatorio di Ginevra, annunciano di avere scoperto il primo pianeta extrasolare di massa paragonabile a quella di Giove attorno alla stella 51 Pegasi, simile al Sole. Pochi giorni più tardi, il 12 ottobre, gli americani Geoff Marcy e Robert Butler - nel condurre una campagna di osservazione simile a quella degli astronomi svizzeri - confermano anch'essi l'esistenza del pianeta, ma affermano anche che le variazioni della velocità radiale non sono imputabili all'attività superficiale della stella, come indicato dai detrattori della scoperta.
Negli anni successivi le scoperte riguardavano per lo più giganti gassosi che orbitano attorno alle loro stelle a breve distanza. Questo tipo di pianeti, chiamati gioviani caldi, influiscono notevolmente sulla velocità radiale delle loro stelle e transitano di frequente davanti a esse, facilitando la loro individuazione, e questo pareva indicare una chiara supremazia quantitativa di tali pianeti rispetto agli altri, a causa dell'effetto di selezione. gli strumenti di ricerca migliorarono, invertendo la tendenza; divenne quindi evidente che la prevalenza di corpi tellurici simili alla Terra era superiore a quella dei pianeti giganti.

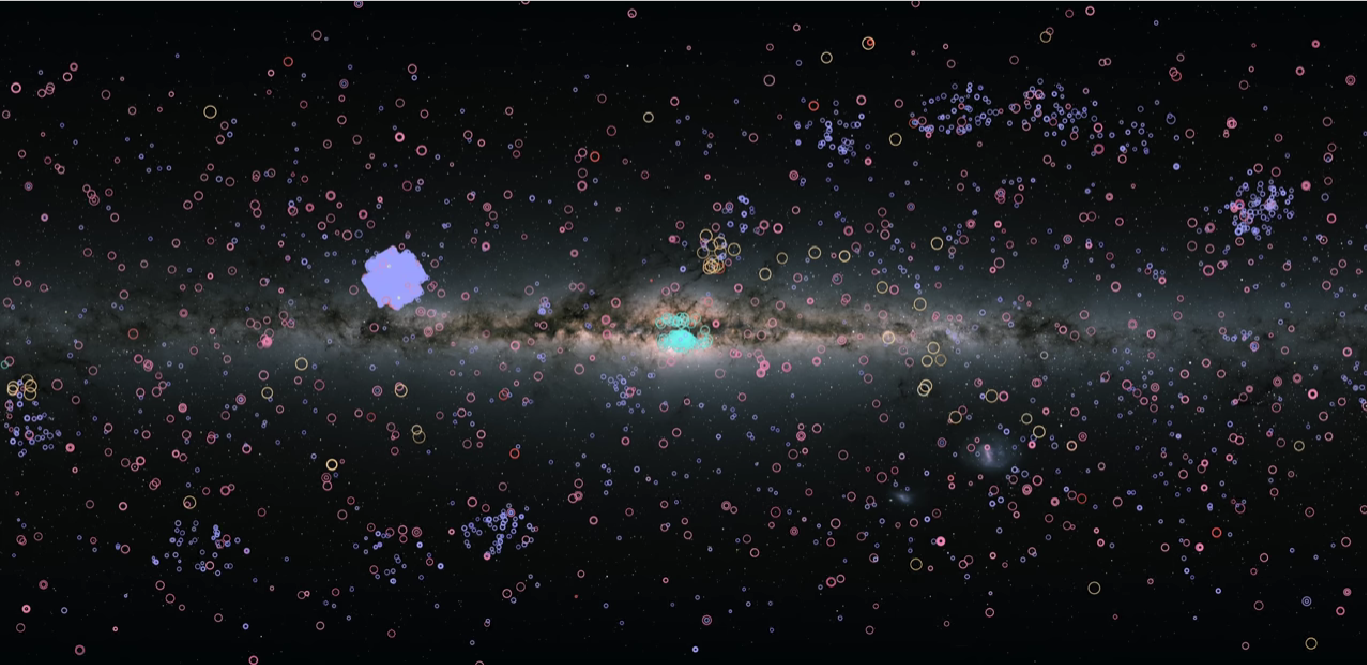
Mappa degli esopianeti conosciuti a marzo 2022

Nel 1999 fu scoperto il primo sistema planetario multiplo attorno a una stella di sequenza principale, Upsilon Andromedae, e nello stesso anno per la prima volta fu osservato un pianeta transitare davanti alla propria stella madre, HD 209458 b (Osiride). Il metodo del transito era una nuova via già proposta da alcuni anni per scoprire pianeti, ma fu con il lancio di telescopi spaziali dedicati che il numero delle scoperte aumentò considerevolmente, come l'europeo COROT e lo statunitense Kepler, che lanciato nel 2011 ha analizzato oltre 530 000 stelle, scoprendo 2 662 pianeti, con altri candidati in attesa di conferma, tra i quali Kepler-16, il primo pianeta circumbinario scoperto, che orbita attorno a una coppia di stelle di sequenza principale.
A marzo 2022 è stato scoperto il 5000° esopianeta.

## Metodi di individuazione

Animazione che mostra come un corpo più piccolo (il pianeta) orbitante attorno a un corpo molto più grande (la stella) provochi dei cambiamenti nella posizione e nella velocità del secondo, in quanto entrambi i corpi orbitano in realtà intorno al comune centro di massa

I pianeti, in confronto alle stelle, emettono molta meno luce nel cosmo. Per questo motivo, l'individuazione diretta di pianeti extrasolari risulta estremamente difficile: in condizioni normali di visibilità, i pianeti hanno solitamente una luminosità pari a circa un milione di volte meno di quella di una stella. In aggiunta a questa intrinseca difficoltà di rilevazione, la maggiore luminosità delle stelle, attorno alle quali orbitano i pianeti, causa un bagliore che tende a coprire la luce debolmente riflessa dai corpi celesti del rispettivo sistema.
Per tali ragioni, i telescopi attuali possono fornire solo informazioni indirette sui parametri fisici e orbitali degli esopianeti e la loro presenza può essere rilevata solo in circostanze straordinarie utilizzando tecniche di indagine indirette. Nello specifico, è possibile individuare i pianeti più massivi (considerevolmente più grandi di Giove), sufficientemente distanti dalla propria stella e di recente formazione (così che, essendo più caldi, siano capaci di intense emissioni nello spettro infrarosso).
Al 2008, sono stati determinati sei metodi di osservazione indiretta dei pianeti extrasolari. La maggior parte degli esopianeti conosciuti sono stati scoperti con tecniche di questo tipo.

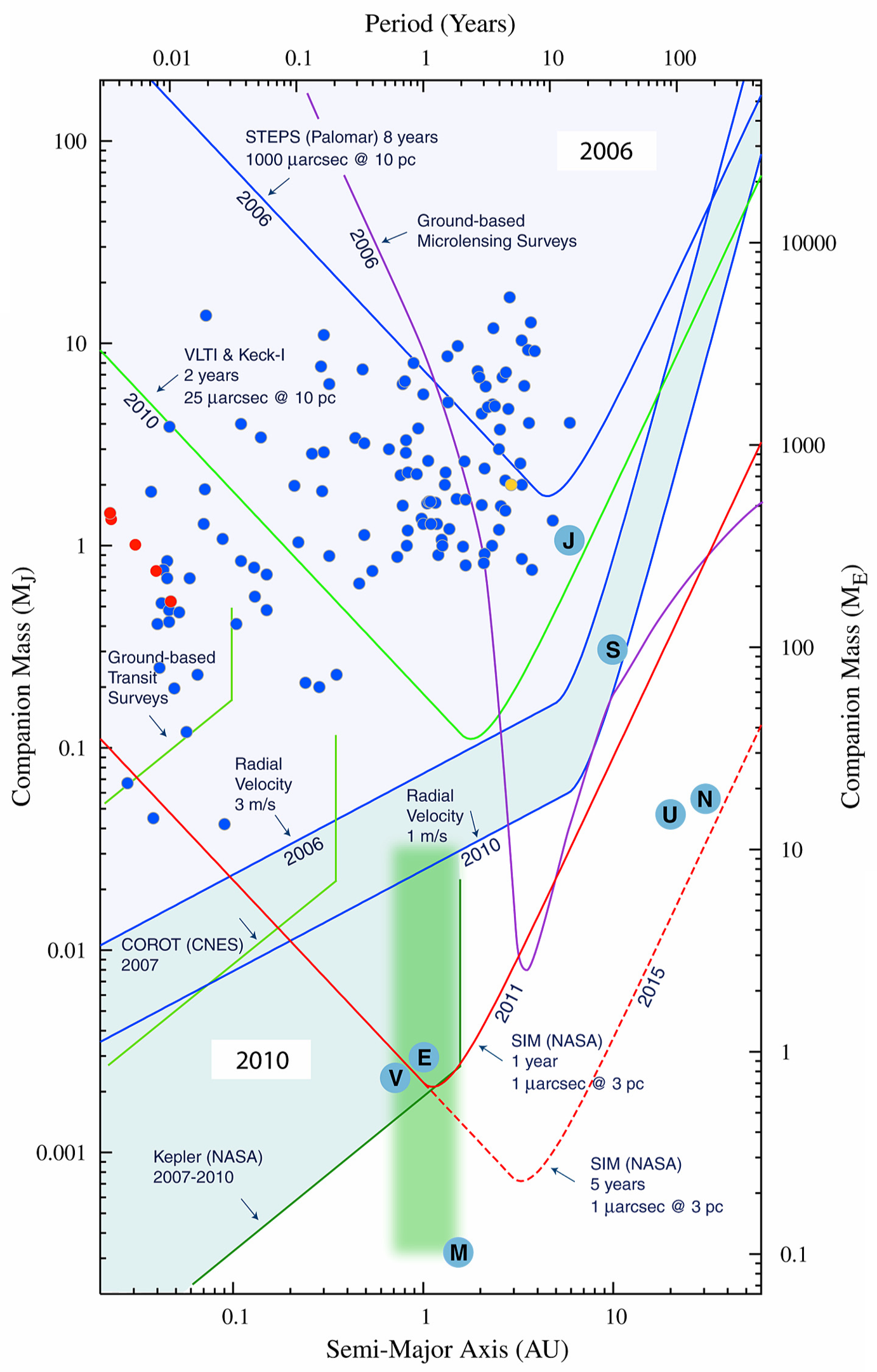
Tutti i pianeti extrasolari scoperti al 31 agosto 2004 (ascisse semiasse maggiore, ordinate masse gioviane):
I puntini blu rappresentano pianeti scoperti con il metodo delle velocità radiali.
In rosso quelli con metodo del transito.
in giallo con la microlente gravitazionale.
L'immagine mostra anche i limiti delle capacità di rilevamento dei prossimi strumenti (linee colorate), sia terrestri sia spaziali, dal 2006 al 2015.
Infine, l'immagine mostra anche la posizione dei pianeti del sistema solare: sono i pallini più grandi con l'iniziale del nome inglese.

- Astrometria: l'astrometria consiste nella misurazione precisa della posizione di una stella nel cielo e nell'osservare in che modo questa posizione cambia nell'arco del tempo. Se la stella ha un pianeta, allora l'influenza gravitazionale del pianeta stesso causerà alla stella un leggero movimento circolare o un'orbita ellittica attorno a un comune centro di massa. Questo movimento è determinato con l'effetto Doppler.
- Velocità radiali: questo metodo è conosciuto anche col nome di metodo Doppler. Le variazioni nella velocità con cui la stella si avvicina o si allontana dalla Terra — questa velocità è definita appunto come velocità radiale della stella rispetto alla Terra — possono far dedurre la presenza di un pianeta, a causa di sbilanciamenti della linea spettrale della stella, in accordo con l'effetto Doppler. Col passare del tempo, questa è diventata la tecnica più produttiva usata dai "cacciatori di pianeti". Con questo metodo si possono determinare la massa e il peso di un pianeta extrasolare.
- Variazioni degli intervalli di emissioni di una Pulsar: una pulsar (il residuo piccolo e ultradenso di una stella che è esplosa in una supernova), ruotando, emette onde radio a intervalli estremamente regolari. Leggere anomalie negli intervalli delle emissioni possono essere usate per tracciare cambiamenti nel moto della pulsar, causati dalla presenza di uno o più pianeti.
- Metodo del transito: se un pianeta attraversa (o transita) di fronte alla propria stella, allora è osservabile una riduzione della luminosità della stella eclissata. L'ammontare della variazione dipende dalla dimensione del pianeta e della stella stessa. I pianeti extrasolari si distinguono dalle stelle variabili a eclisse dal fatto che nella curva di luce dei primi c'è un'unica variazione, nelle seconde invece le variazioni sono due. Con questo metodo si possono determinare le dimensioni del pianeta extrasolare.
- Variazione del tempo di transito: in sistemi dove è già stato scoperto un pianeta in transito, è possibile scoprire ulteriori pianeti con quello transitante osservando eventuali variazioni del periodo orbitale del pianeta già noto a causa dell'attrazione gravitazionale di un altro pianeta non transitante.[25]  Questo sistema può consentire anche di stimare le masse di pianeti in risonanza orbitale tra loro, come nel caso di quelli del sistema di TRAPPIST-1.[26]
- Microlente gravitazionale: l'effetto della lente gravitazionale avviene quando i campi gravitazionali di due corpi celesti cooperano per focalizzare la luce di una stella lontana. Se il primo corpo celeste (quello più vicino all'osservatore) è un pianeta, ciò sta a significare che possiede un campo gravitazionale tale da contribuire in modo importante all'effetto della microlente gravitazionale. Uno studio quinquennale statistico pubblicato a dicembre 2016 effettuato mediante la tecnica del Microlensing ha suggerito che i più comuni pianeti freddi siano di massa nettuniana[27]
- Dischi circumstellari e protoplanetari: le nubi di polveri circondano molte stelle, ed esse possono essere individuate poiché in grado di assorbire la luce stellare e riemetterla sotto forma di radiazione infrarossa. Analizzando attentamente le nubi di polveri, è possibile individuare elementi che suggeriscono la presenza di pianeti e/o protopianeti.

Per il futuro, sono in programma numerose missioni spaziali che miglioreranno le tecniche di individuazione dei pianeti extrasolari. Le misurazioni astronomiche fatte dallo spazio permettono una maggiore sensibilità rispetto a quelle fatte dalla superficie della Terra: infatti, viene annullato l'effetto distorcente dell'atmosfera terrestre, e gli strumenti agli infrarossi possono individuare anche le radiazioni che vengono bloccate dall'atmosfera. Alcune di queste missioni dovrebbero essere capaci di individuare pianeti di tipo terrestre. Grandi telescopi spaziali, infine, potrebbero ottenere immagini dirette degli esopianeti.

## Nomenclatura
Normalmente, da quando furono scoperti i primi pianeti, un pianeta viene nominato come la stella madre, con l'aggiunta di una lettera minuscola. Normalmente il primo pianeta scoperto viene indicato con la lettera "b", e via via a seguire con altre lettere (c, d, ecc.) se vengono scoperti in seguito altri pianeti attorno alla stella. Se vengono invece scoperti contemporaneamente più pianeti attorno a una stella, quello con l'orbita più prossima alla stella riceverà la lettera b, il secondo più vicino la lettera "c", così a seguire per eventuali pianeti più distanti dalla stella.
Se un pianeta orbita attorno a una delle stelle di un sistema binario, riceverà il nome della stella con una lettera maiuscola che indica la componente attorno alla quale orbita il pianeta, quindi la lettera minuscola che identifica il pianeta stesso.
Se si tratta di un pianeta circumbinario, cioè se esso orbita attorno a due o più stelle del sistema, allora vengono aggiunte, prima della minuscola che identifica il pianeta, tutte le maiuscole che identificano le componenti stellari attorno alle quali ruota il corpo planetario.
Nel 2014 l'Unione astronomica internazionale ha avviato un processo per dare nomi propri ai pianeti extrasolari. Il processo è in pratica un concorso dove tramite proposte e votazioni si arriverà ad annunciare, nel 2015, i nuovi nomi di diversi pianeti. Il concorso riguarda una lista di 305 pianeti scoperti entro il 31 dicembre del 2008. Esistono alcuni casi sporadici di nomi dati ad alcuni pianeti extrasolari, come Osiris (HD 209458 b), Bellerophon (51 Pegasi b), e Matusalemme (PSR B1620-26 b).

## Stranezze dei sistemi extrasolari
Molti astronomi si domandano perché molti pianeti extrasolari giganti gassosi di grandi dimensioni si trovino molto vicini alla loro stella, rispetto a quelli del nostro sistema solare. Per esempio, τ Bootis ha un pianeta quattro volte più grande di Giove a meno di un quarto di unità astronomica (UA) di distanza (cioè un quarto della distanza Terra-Sole). HD 114762 ha un pianeta undici volte più grande di Giove, a meno di mezza UA. Una possibile risposta è che i metodi di ricerca odierni favoriscano l'individuazione di questo tipo di sistemi: un grande pianeta posto a piccola distanza amplifica le oscillazioni della stella, ed esse sono facilmente individuabili tramite l'effetto Doppler. Un pianeta più piccolo, a distanza più grande, provoca oscillazioni molto più piccole e difficili da vedere.
Un'altra spiegazione è che i pianeti si siano formati a distanze maggiori, per poi muoversi verso l'interno a causa delle reciproche interazioni gravitazionali. Tale modello è stato chiamato modello dei Giovi saltellanti, nome che rende bene l'idea.
Analisi di alcuni pianeti extrasolari inoltre hanno rivelato la presenza di venti molto veloci sulla superficie con punte di 14000 km/h. Questi venti mantengono la temperatura di questi pianeti costante su tutta la superficie con escursioni termiche molto ridotte.
Analisi dei processi di fotosintesi terrestri hanno spinto dei ricercatori NASA a ipotizzare che, su alcuni pianeti extrasolari, possano esistere degli organismi in grado di sfruttare parzialmente anche la banda dell'infrarosso per la fotosintesi. Secondo questi ricercatori i futuri telescopi spaziali dovranno tenere conto di questa possibilità durante la fase di costruzione.
Uno studio basato sui dati di otto anni di osservazioni del telescopio Kepler avrebbe evidenziato alcune peculiarità dei sistemi esoplanetari: le dimensioni dei pianeti in un dato sistema non sarebbero casuali; la presenza di un pianeta di dimensioni ragguardevoli favorirebbe la formazione di pianeti con raggi e masse simili piuttosto che altri pianeti di dimensioni estremamente variabili. Inoltre la percentuale di metallicità della stella ospite sarebbe correlata alle dimensioni del raggio planetario mediano di un sistema.

## Pianeti extrasolari scoperti
La pietra miliare dei pianeti extrasolari venne posta nel 1992 dagli astronomi Wolszczan e Frail che pubblicarono sulla rivista Nature i risultati di una loro osservazione, iniziata due anni prima presso il radiotelescopio di Arecibo. I due astronomi avevano scoperto la presenza di due pianeti attorno alla pulsar PSR B1257+12: si trattava dei primi pianeti extrasolari individuati con sicurezza, ma la loro rilevanza è legata soprattutto al fatto che orbitavano attorno a una pulsar, una condizione fino a oggi piuttosto rara. La maggior parte degli astronomi, all'epoca della scoperta, si aspettava di scoprire pianeti solo attorno alle stelle appartenenti alla sequenza principale e ancor oggi sono solo due le pulsar sicuramente dotate di sistema planetario, PSR B1620-26 e PSR B1257+12.
In seguito le scoperte si sono succedute sempre più rapidamente, con l'introduzione di strumentazione più avanzata e precisa e nuovi metodi di rivelazione. Nel novero dei pianeti extrasolari ora sono compresi pianeti che orbitano attorno a nane rosse, stelle di sequenza principale, giganti, residui stellari, o due stelle contemporaneamente, i cosiddetti pianeti circumbinari. Si conoscono pianeti con masse da quella di Mercurio a svariate volte quella di Giove, fino a porre il quesito di dove si ponga la linea di demarcazione tra pianeti e nane brune, mentre i periodi orbitali variano da poche ore a millenni. Tramite le microlenti gravitazionali è stato persino individuato un candidato pianeta nella Galassia di Andromeda, PA-99-N2 b, ma non potrà mai essere confermato, poiché gli allineamenti che producono il microlensing sono unici e irripetibili.
La caccia al gemello della Terra ha fornito candidati sempre più simili, fino a Ross 128 b, Kepler-438 b, Gliese 3323 b e TRAPPIST-1 d, che, con un indice di somiglianza alla Terra (ESI, Earth Similarity Index) rispettivamente dell'86%, 88%, 89% e 90%, a luglio 2018 erano considerati i pianeti più simili al nostro mai scoperti, anche se Kepler-438b, a causa della presenza periodica di forti tempeste stellari e dell'alta dose di radiazione luminosa ricevuta (che potrebbe aver fatto evaporare ogni eventuale oceano), potrebbe non essere abitabile nonostante l'alto ESI.
Il 22 febbraio 2017 un gruppo di astronomi guidati da Michaël Gillon dello STAR Institute dell’Università di Liegi, Belgio, annuncia attraverso un comunicato dell'agenzia spaziale statunitense (NASA), la scoperta che nell'orbita della stella nana rossa ultra fredda TRAPPIST-1 c'è un sistema planetario che comprende sette esopianeti rocciosi, con caratteristiche molto simili al nostro. La scoperta è stata pubblicata sulla rivista scientifica Nature.

### Liste
- Pianeti extrasolari confermati
- Pianeti extrasolari non confermati o controversi
- Pianeti scoperti dalla missione Kepler
- Pianeti scoperti dal progetto SuperWASP
- Sistemi multiplanetari

### Tipologie
- Analogo terrestre
- Pianeta terrestre
  - Satellite extrasolare
- Super Terra
- Gigante gassoso
  - Classificazione di Sudarsky
- Pianeta gioviano caldo
- Pianeta nettuniano caldo
- Pianeta oceanico
- Pianeta di carbonio
- Pianeta circumbinario
- Pianeti delle pulsar

### Missioni e progetti di ricerca
- Metodi di individuazione di pianeti extrasolari
- Missione Kepler
- SuperWASP
- CoRoT
- Progetto HATNet
- Telescopio XO
- Terrestrial Planet Finder
- Automated Planet Finder
- Satellite Gaia
- Space Interferometry Mission
- TRAPPIST
- TESS
- SPECULOOS